# London International Airport
London International Airport är en flygplats i Kanada.   Den ligger i countyt Middlesex County och provinsen Ontario, i den sydöstra delen av landet, 500 km sydväst om huvudstaden Ottawa. London International Airport ligger 278 meter över havet.
Terrängen runt London International Airport är platt. Runt London International Airport är det ganska glesbefolkat, med 42 invånare per kvadratkilometer.. Närmaste större samhälle är London, 8,6 km sydväst om London International Airport.
Trakten runt London International Airport består till största delen av jordbruksmark.